# Montrichard Val de Cher

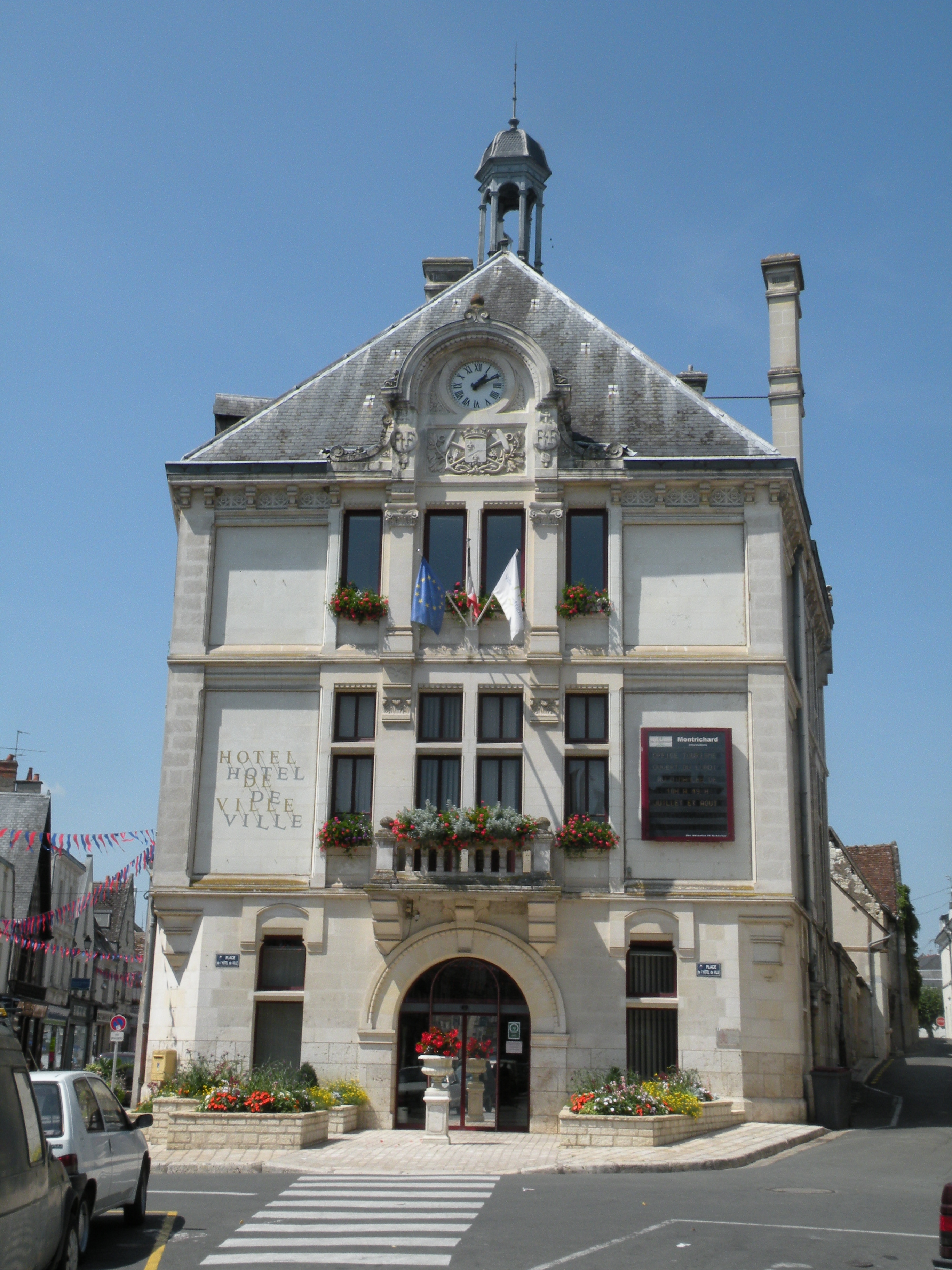
Das Rathaus von Montrichard

Montrichard Val de Cher ist eine französische Gemeinde mit 3.641 Einwohnern (Stand: 1. Januar 2022) im Département Loir-et-Cher in der Region Centre-Val de Loire. Sie ist dem Arrondissement Romorantin-Lanthenay und dem Kanton Montrichard Val de Cher zugehörig.
Sie entstand mit Wirkung vom 1. Januar 2016 als Commune nouvelle durch die Zusammenlegung der bisherigen Gemeinden Montrichard und Bourré, die in der neuen Gemeinde den Status einer Commune déléguée haben. Der Verwaltungssitz befindet sich im Ort Montrichard.

## Gliederung
| Ortsteil                      | ehemaliger INSEE-Code | Fläche (km²) | Einwohnerzahl (2022) |
| ----------------------------- | --------------------- | ------------ | -------------------- |
| Montrichard (Verwaltungssitz) | 41151                 | 14,36        | 3.048                |
| Bourré                        | 41023                 | 04,84        | 0593                 |

## Geografie
Montrichard Val de Cher liegt etwa 32 Kilometer südsüdwestlich von Blois am Cher, der die Gemeinde im Süden begrenzt, und wird von den Nachbargemeinden Vallières-les-Grandes im Norden und Nordwesten, Pontlevoy im Norden und Nordosten, Monthou-sur-Cher im Osten, Angé im Südosten, Saint-Julien-de-Chédon im Süden, Faverolles-sur-Cher im Süden und Südwesten sowie Chissay-en-Touraine im Westen umgeben.

## Sehenswürdigkeiten

### Montrichard
- Wallfahrtskirche Notre-Dame de Nanteuil, im Kern aus dem 12. Jahrhundert
- Kirche Saint-Croix am Fuße des Donjons, 16. bis 19. Jahrhundert; hier heiratete 1476 der Herzog Louis d’Orléans, der spätere König Ludwig XII., Jeanne de Valois, Tochter Ludwigs XI.
- Donjon, durch Pfeilervorlagen gegliedert, bis 1589 aus drei Etagen bestehend; mit Geschichts- und Heimatmuseum
- die Ruine der Burg Montrichard

### Bourré
- Kirche Saint-Germain, seit 1971 Monument historique
- Herrenhaus Les Roches, seit 1971 Monument historique
- Höhlenwohnstätten
- Tuffsteinhöhlen

## Partnerschaft
Über Montrichard besteht seit 1965 eine Partnerschaft mit der deutschen Gemeinde Eltville am Rhein in Hessen.